# Spurilla neapolitana
Spurilla neapolitana är en snäckart som först beskrevs av delle Chiaje 1823.  Spurilla neapolitana ingår i släktet Spurilla och familjen snigelkottar. Inga underarter finns listade i Catalogue of Life.